# Континенталь (мини-сериал)
«Континента́ль» (англ. The Continental: From the World of John Wick) — американский мини-сериал, являющийся приквелом к киносерии «Джон Уик» и первым сериалом этой франшизы. Шоураннерами и сценаристами проекта стали Грег Кулидж и Керк Уорд. Премьера трёхсерийного мини-сериала состоялась в США на стриминговой платформе Peacock, в других странах мира (кроме Израиля и Среднего Востока) — на платформе Prime Video 22 сентября 2023 года.

## Сюжет
В центре повествования — история нью-йоркского отеля «Континенталь» и молодого Уинстона Скотта в антураже преступного мира Нью-Йорка 1975 года.

## В ролях
- Колин Вуделл[англ.] — Уинстон Скотт
  - Флин Эдвардс — молодой Уинстон
- Мел Гибсон — Кормак О'Коннор
- Бен Робсон — Фрэнсис Патрик «Фрэнки» Скотт-младший
  - Бен Робинсон — молодой Фрэнки
- Хьюберт Пойнт-Дю Жур — Майлз Бёртон
- Джессика Аллен — Лу Бёртон
- Мишель Прада — Кей Ди Сильва
- Нунг Кейт — Йен Скотт
- Питер Грин — дядя Чарли
- Айомид Адеган — Харон
- Джереми Бобб[англ.] — Мэйхью
- Рэй Маккиннон[англ.] — Джин Дженкинс
- Адам Шапиро — Лемми
- Марк Мусаси — Гензель
- Марина Мазепа — Гретель
- Кэти Макграт — Судья

## Эпизоды
| № | Название                                                           | Режиссёр            | Автор сценария                          | Дата премьеры    |
| - | ------------------------------------------------------------------ | ------------------- | --------------------------------------- | ---------------- |
| 1 | «Братья по оружию — Ночь первая» «Brothers In Arms - Night 1»      | Альберт Хьюз        | Грег Кулидж, Керк Уорд и Шон Симонс     | 22 сентября 2023 |
| 2 | «Верность хозяину — Ночь вторая» «Loyalty to the Master - Night 2» | Шарлотта Брендстрём | Грег Кулидж, Керк Уорд и Шон Симмонс    | 29 сентября 2023 |
| 3 | «Театр боли — Ночь третья» «Theater of Pain - Night 3»             | Альберт Хьюз        | Грег Кулидж, Керк Уорд и Кен Кристенсен | 6 октября 2023   |

## Производство

### Разработка
В июне 2017 года стало известно, что компания Lionsgate занимается предварительной разработкой персонажей и сюжета для телесериала, основанного на кинофрашизе «Джон Уик». Изначально планировалось, что в телевизионной адаптации примет участие Киану Ривз. В том же месяце было объявлено, что телесериал станет приквелом к кинофрашизе, действие в нём будет происходить за годы до событий, показанных в фильмах.
В январе 2018 года было объявлено, что телеканал Starz совместно с Lionsgate приступил к разработке телевизионной адаптации кинофрашизы «Джон Уик», получившей название «Континенталь».

### Подбор актёров
К октябрю 2021 года стало известно, что в мини-сериале снимутся Мел Гибсон и Колин Вуделл. Последний был утверждён на роль молодого Уинстона Скотта из франшизы «Джон Уик». В ноябре 2021 года стало известно, что в проекте снимутся Питер Грин и Айомид Адеган, которые сыграют роли молодых дяди Чарли и Харона, а Джереми Бобб исполнит роль персонажа по имени Мэйхью. В начале февраля 2022 года Кэти Макграт была утверждена на роль «Судьи», Рэй Маккиннон — на роль Дженкинса, Адам Шапиро — на роль Лемми, а Марк Мусаси и Марина Мазепа — на роли Гензель и Гретель соответственно.

### Съёмки
Основная съемка сериала началась в ноябре 2021 года в Будапеште, Венгрия.

### Музыка
В апреле 2023 года стало известно, что Бенджамин Стефански напишет музыку к сериалу.

## Маркетинг
В апреле 2023 года вышли первые постеры мини-сериала, а также первый тизер.

## Премьера
В августе 2022 года было объявлено, что сериал выйдет не на канале Starz, а на стриминговой платформе Peacock. Его премьера состоится в сентябре 2023 года. Первый эпизод вышел 22 сентября, второй — 29 сентября, третий — 6 октября.

## Восприятие
На сайте-агрегаторе рецензий Rotten Tomatoes рейтинг мини-сериала составил 63 % на основании 79 обзоров критиков со средней оценкой 6,2 балла из 10 возможных.